# Alt-Berlin

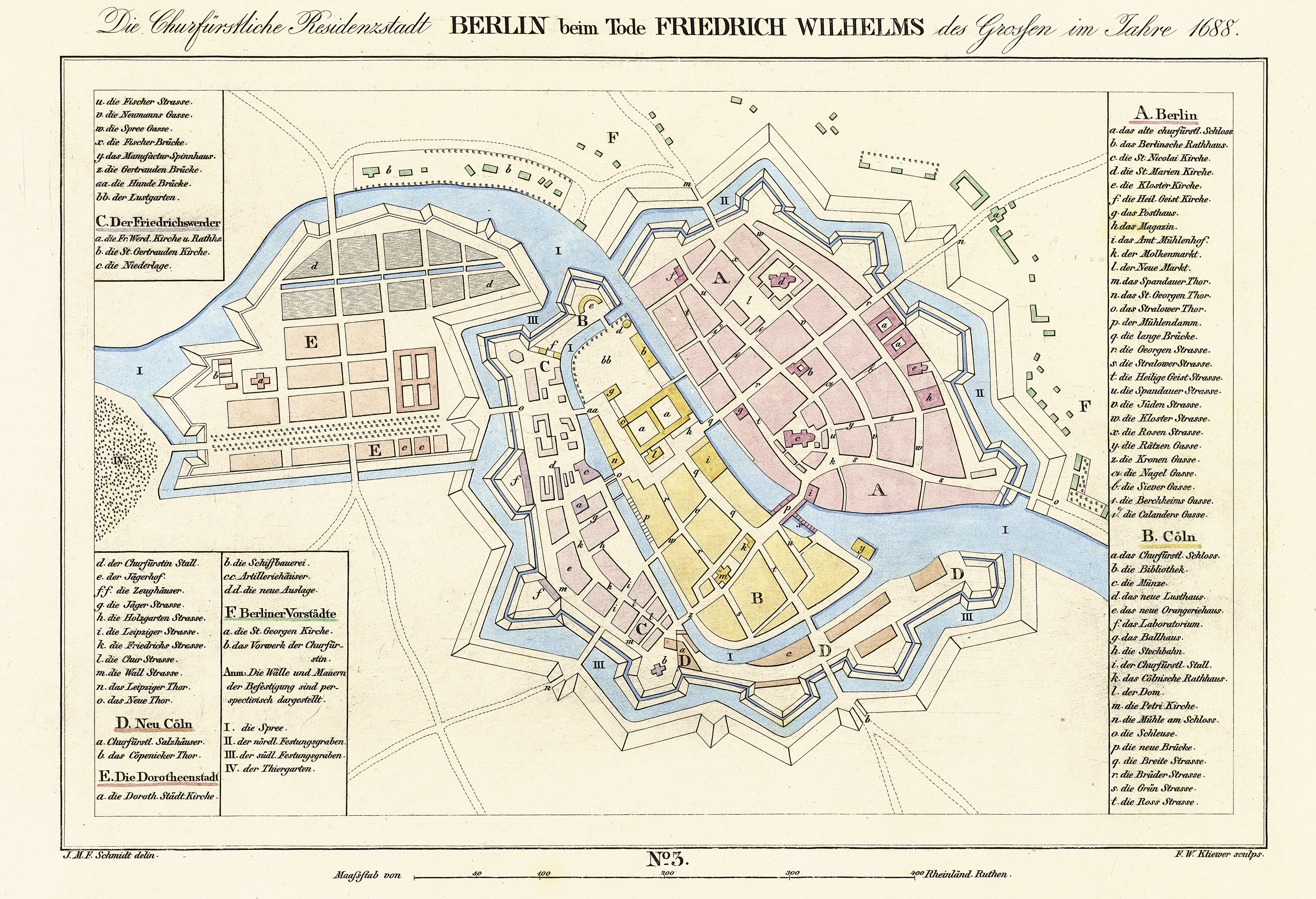
Karta över Berlin 1688. Alt-Berlin markerat i rött nordost om floden innanför fästningsvallarna.

Alt-Berlin är ett område inom stadsdelen Mitte i Berlin som omfattar den medeltida staden Berlins gränser inom den medeltida ringmuren. Namnet används i dagligt språkbruk även om "gamla Berlin" i vidare betydelse men i officiell terminologi syftar begreppet på området nordost om Spree mellan Berlins stadsbana, som idag följer den medeltida stadsmurens sträckning, och flodens huvudfåra. Berlin var under medeltiden administrativt indelat i två städer, Berlin och Cölln, och Alt-Berlin i sin snävaste bemärkelse utgör endast den del som tillhörde det dåvarande "egentliga" Berlin på nordöstra Spreestranden.

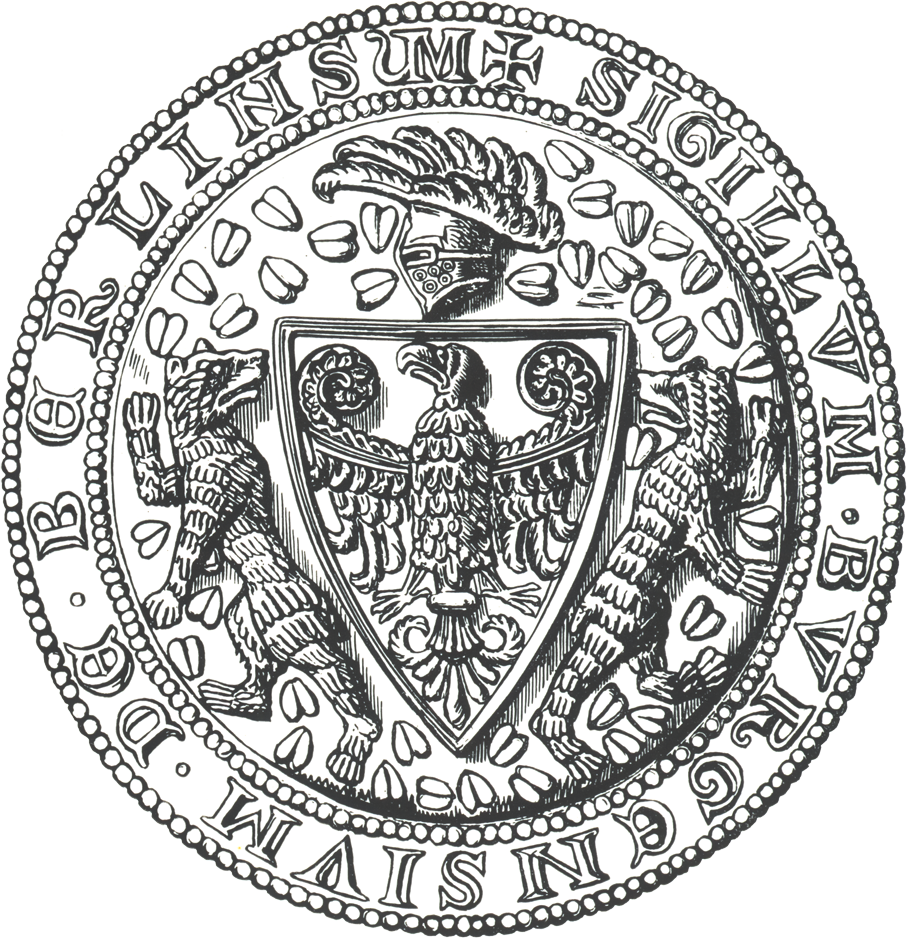
Staden Berlins sigill från omkring 1280.

Det medeltida Berlin omnämns under detta namn första gången i dokument från 1244. Tillsammans med den oberoende staden Cölln på Spreeinsel sydväst om floden, första gången omnämnd 1237, bildade Berlin ett nära förbund, under perioden 1307 till 1442 med gemensamt magistrat och ett gemensamt rådhus på bron mellan städerna. Först 1710 slogs Berlin och Cölln samt de ytterligare förstäderna Friedrichswerder, Dorotheenstadt och Friedrichstadt slutligen samman administrativt till den kungliga huvud- och residensstaden Berlin. Alt-Berlin blev därefter begreppet på Berlins utsträckning före de administrativa sammanslagningarna. Sedan bildandet av Stor-Berlin 1920 och indelningen av Berlin i Bezirke saknar termen idag administrativ betydelse.

## Kvarter i det medeltida Berlin

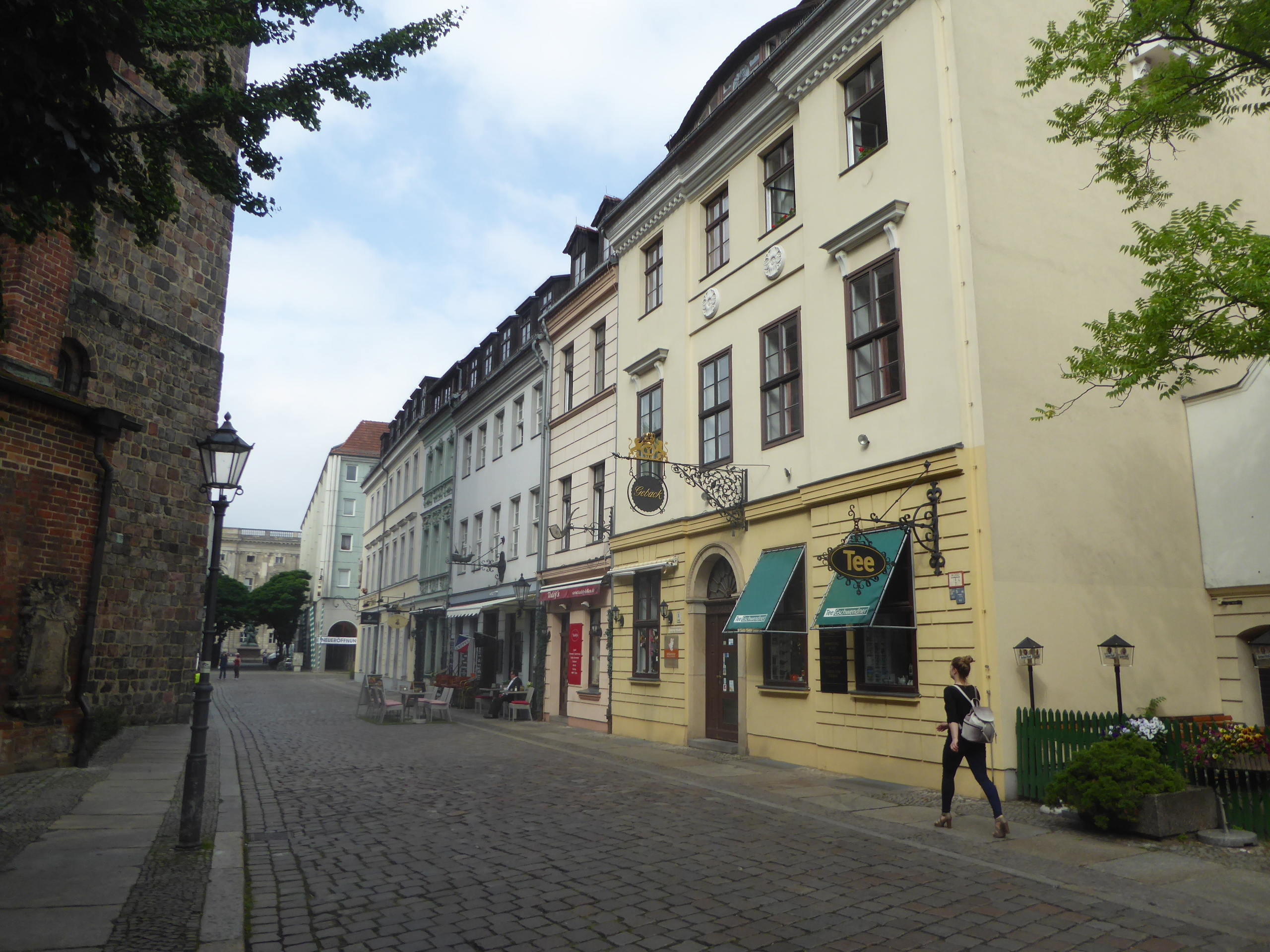
Propststrasse i Nikolaiviertel med rekonstruerad äldre bebyggelse efter det medeltida gatunätet.

Området indelades fram till 1700-talet i fyra kvarter som möttes i korsningen mellan nuvarande Spandauer Strasse och Rathausstrasse, där Berlins medeltida rådhus låg.
- I söder Nikolaiviertel omkring Nikolaikirche. Nikolaiviertel genomgick en omfattande rekonstruktion under 1980-talet för att återskapa intrycket av den historiska stadsbebyggelsen.
- I väster Heilige-Geist-Viertel omkring Helgeandshospitalet, vars kapell idag är den enda kvarvarande medeltida byggnaden.
- I norr Marienviertel omkring Marienkirche. Marienviertel domineras idag helt av Fernsehturm med den omgivande öppna ytan.
- I öster Klosterviertel omkring Gråbrödraklostret, där det medeltida gatunätet och förkrigsbebyggelsen till stora delar finns bevarade.